# Troick (Čeljabinská oblast)
Troick (rusky Троицк) je město v Čeljabinské oblasti v Ruské federaci. Při sčítání lidu v roce 2010 měl bezmála osmdesát tisíc obyvatel.

## Poloha a doprava
Troick leží ve stepi východně od Jižního Uralu na řece Uji, přítoku Tobolu v povodí Obu, do které se v Troicku vlévá Uvelka. Od Čeljabinsku, správního střediska oblasti, je vzdálen přibližně 120 kilometrů jižně.
Na jihu a jihozápadě město hraničí s Kazachstánem.
Město je silničním i železničním uzlem, vedou odsud silnice a tratě směrem do Čeljabinsku, do Kazachstánu, do Orsku a do Orenburgu.

## Dějiny
Troick byl založen v 1743 jako kozácká pevnost k obraně jižní hranice Ruska na obchodní cestě z Evropy do Asie. Od roku 1750 se zde konaly trhy a od roku 1784 byl městem. V 19. století náležel do Orenburské gubernie.

### Rodáci
- Kazimierz Laskowski (1899–1961), polský šermíř
- Oleg Nikolajevič Čupachin (* 1934), chemik
- Gennadi Sosonko (* 1934), rusko-nizozemský šachista